# Berkovići
Berkovići (serbisch-kyrillisch Берковићи) ist ein Dorf und eine Gemeinde im Süden von Bosnien und Herzegowina. Es zählt zum Landesteil Herzegowina und gehört seit dem Bosnienkrieg zur Republika Srpska.

## Geographie
Das gebirgige Gemeindegebiet wird von der Bregava als größtem Fluss durchquert.
Die Höhle Ratkovača, die von Einheimischen gefunden wurde, wird von Archäologen untersucht. In der Höhle gefundener Schmuck deutet auf eine einstige Besiedlung hin. Innerhalb der Gemeinde wurden andere Höhlen entdeckt, wie z. B. die Sunićka-Höhle mit einer Länge von 300 m.
Unmittelbar neben der Ratkovača-Höhle befindet sich der etwa 150 m hohe Wasserfall der Opačica.

## Geschichte
Die Gemeinde entstand mit dem Dayton-Vertrag im Jahr 1995. Jener Teil der Gemeinde Stolac, der von den Truppen der Republika Srpska kontrolliert wurde, wurde abgespalten und zur Gemeinde Berkovići.

## Bevölkerung
Die Mehrheit der Bevölkerung in der Gemeinde sind Serben.
Im Jahr 1991 lebten 3510 Menschen auf dem heutigen Gemeindegebiet, davon bezeichneten sich 2111 als Serben (60,14 %), 715 als Bosniaken (20,37 %), 646 als Kroaten (18,40 %) und 38 als Angehörige anderer Gruppen. Dagegen waren die Serben im restlichen Gemeindegebiet von Stolac in der Minderheit.
Der Ort Berkovići selbst hatte 159 Einwohner, von denen 155 Serben waren. In acht von 18 Ortsteilen der heutigen Gemeinde gab es dagegen eine bosniakische, kroatische oder bosniakisch-kroatische Bevölkerungsmehrheit.
Heute hat die Gemeinde etwa 2200 Einwohner.

## Verwaltungsgliederung
Die Gemeinde Berkovići gliedert sich in die folgenden Dorfgemeinschaften:
Berkovići, Bitunja, Brštanik, Burmazi, Dabrica, Do, Hatelji, Hodovo, Hrgud, Ljubljenica, Ljuti Do, Meča, Poplat, Predolje, Strupići, Selišta, Suzina, Šćepan Krst, Trusina und Žegulja.